# استان لا وگا
استان لا وگا (به لاتین: La Vega Province) یک استان در جمهوری دومینیکن است که در جمهوری دومینیکن واقع شده‌است.
مساحت این استان ۲٬۲۸۷٫۲۴ کیلومتر مربع و جمعیت آن در سال ۲۰۱۴ میلادی ۴۴۷٬۹۰۵ نفر می‌باشد.